# 张涛 (围棋棋手)
张涛（1991年3月23日—），男，浙江嘉兴人，中国围棋职业七段棋手。现就读上海财经大学。他2004年入段，2019年7月升为七段。2016年代表浙江云林棋禅队在围甲联赛中取得1胜17负的成绩。2017年他在当湖十局杯中国电视围棋快棋赛上，先后战胜李喆、范蕴若、黄云嵩、李钦诚、柯洁、李轩豪等六位高手夺冠。